# Neporažení
Neporažení je československý film z roku 1956. Film byl natočen podle divadelní hry laureáta státní ceny Milana Jariše Přísaha
Malá posádka, kterou stmelila zářijová mobilizace a rozhořčení nad mnichovskou zradou, se nechce vzdát při březnové okupaci republiky nepříteli bez boje. Vojákům se podaří bránit se několik hodin proti nepříteli, způsobit mu ztráty a nakonec čestně opustit bojiště.
Příběh filmu se zakládá na historických skutečnostech, autoři se ovšem nedrželi přesného dokumentárního záznamu o odporu místecké posádky, aby mohli vykreslit charakterové portréty různých lidí té doby.

## Obsazení
| Ladislav Chudík   | Štábní kapitán Richter |
| Gustav Heverle    | Desátník Říha          |
| Jaroslav Mareš    | Vojín Pepík            |
| Jiří Sovák        | Vojín Jarda            |
| Martin Růžek      | Nadporučík Žáček       |
| František Vnouček | Rotmistr               |
| Jaromír Spal      | Četař Hrabák           |
| Martin Ťapák      | Vojín Janko            |
| Svatopluk Beneš   | Poručík Brandejs       |
| Vladimír Krška    | Vojín Tonek            |
| Jarmila Kurandová | Chválová               |
| Jana Dítětová     | Lída                   |
| Naďa Gajerová     | Anči                   |
| Rudolf Deyl       | Jura                   |
| Vladimír Salač    | Vojín Franta           |
| Josef Vinklář     | Vojín Mirek            |
| Miloš Nedbal      | Německý major          |
| Ivo Gübel         | Německý hauptman       |